# التصوير الرقمي والاتصالات في الطب
التصوير الرقمي والاتصالات في الطب (DICOM)، هو معيار للاتصال وإدارة معلومات التصوير الطبي والبيانات ذات الصلة.  تستخدم DICOM بشكل شائع لتخزين ونقل الصور الطبية مما يتيح تكامل أجهزة التصوير الطبي مثل الماسحات الضوئية والخوادم ومحطات العمل والطابعات وأجهزة الشبكة وأنظمة أرشفة الصور والاتصالات (PACS) من العديد من الشركات المصنعة.  وقد تم اعتماده على نطاق واسع من قبل المستشفيات وهو يتقدم إلى تطبيقات أصغر مثل أطباء الأسنان ومكاتب الأطباء.
يمكن تبادل ملفات DICOM بين كيانين قادرين على استقبال بيانات الصور والمرضى بتنسيق DICOM.  تأتي الأجهزة المختلفة مصحوبة ببيانات مطابقة DICOM التي تحدد فئات DICOM التي تدعمها.  يتضمن المعيار تعريف تنسيق الملف وبروتوكول اتصالات الشبكة الذي يستخدم TCP / IP للتواصل بين الأنظمة.
تحتفظ الجمعية الوطنية لمصنعي الأجهزة الكهربائية (NEMA) بحقوق الطبع والنشر للمعيار المنشور  الذي تم تطويره من قبل لجنة معايير DICOM ، التي يعد أعضاؤها  أعضاء جزئيًا في NEMA.  تُعرف أيضًا باسم معيار NEMA PS3 ، ومعيار ISP: 2017 «المعلوماتية الصحية - التصوير الرقمي والاتصالات في الطب (DICOM) بما في ذلك سير العمل وإدارة البيانات».

## التطبيقات
تستخدم DICOM في جميع أنحاء العالم لتخزين الصور الطبية وتبادلها ونقلها.  كانت DICOM محورية في تطوير التصوير الإشعاعي الحديث: تضم DICOM معايير لطرائق التصوير مثل التصوير الشعاعي، والتصوير بالموجات فوق الصوتية، والتصوير المقطعي المحوسب (CT)، والتصوير بالرنين المغناطيسي (MRI)، والعلاج الإشعاعي.  تتضمن DICOM بروتوكولات لتبادل الصور (على سبيل المثال، عبر الوسائط المحمولة مثل أقراص DVD)، وضغط الصور، والتصور ثلاثي الأبعاد، وعرض الصور، وتقارير النتائج.

## أجزاء المعيار
ينقسم معيار DICOM إلى أقسام مرتبطة ومستقله.

## التاريخ
DICOM هو معيار تم تطويره بواسطة الكلية الأمريكية للأشعة (ACR) والجمعية الوطنية لمصنعي الأجهزة الكهربائية (NEMA).
في بداية الثمانينيات، كان من الصعب جدًا على أي شخص آخر غير مصنعي أجهزة التصوير المقطعي المحوسب أو أجهزة التصوير بالرنين المغناطيسي فك تشفير الصور التي تم إنشاؤها بواسطة الآلات. أراد أطباء الأشعة والفيزيائيون الطبيون استخدام الصور لتخطيط الجرعة للعلاج الإشعاعي.
انضمت ACR و NEMA إلى قواهما وشكلتا لجنة قياسية في عام 1983. تم إصدار أول معيار لهما، ACR / NEMA 300 بعنوان «التصوير الرقمي والاتصالات» في عام 1985. وبعد وقت قصير من إطلاقه، أصبح من الواضح أن هناك حاجة إلى تحسينات.  النص غامض وله تناقضات داخلية.
في عام 1988 تم إصدار النسخة الثانية، اكتسبت هذه النسخة المزيد من القبول بين البائعين، تم تحديد إرسال الصورة على أنها كبل زوجي مخصص (EIA-485).
عُقدت أول مظاهرة لتكنولوجيا التوصيل البيني ACR / NEMA V2.0 في جامعة جورج تاون، 21-23 مايو 1990. شاركت ست شركات في هذا الحدث، DeJarnette Research Systems ، General Electric Medical Systems ، Merge Technologies ، Siemens Medical Systems ، Vortech (  استحوذت عليه كوداك في نفس العام) و 3 M.  تم تقديم المعدات التجارية التي تدعم ACR / NEMA 2.0 في الاجتماع السنوي لجمعية الأشعة في أمريكا الشمالية (RSNA) في عام 1990 من قبل هؤلاء البائعين أنفسهم. سرعان ما أدرك الكثيرون أن الإصدار الثاني بحاجة أيضًا إلى التحسين.
تم إنشاء العديد من الامتدادات لـ ACR / NEMA 2.0، مثل Papyrus (التي طورها مستشفى جامعة جنيف بسويسرا) وSPI (توصيل المنتج القياسي)، مدفوعًا بأنظمة سيمنز الطبية وانظمة فيلبس الطبية.
تم إجراء أول نشر واسع النطاق لتكنولوجيا ACR / NEMA في عام 1992 من قبل الجيش الأمريكي والقوات الجوية، كجزء من برنامج MDIS (دعم التصوير التشخيصي الطبي) القائم في Ft.  ديتريك، ماريلاند. قادت لورال ايروسبايس وأنظمة سمنز الطبية  اتحادًا من الشركات في نشر أول نظام PACS عسكري أمريكي (نظام أرشفة الصور والاتصالات) في جميع مرافق العلاج الطبي الرئيسية للجيش والقوات الجوية وعقد الأشعة البعيدة في عدد كبير من العيادات العسكرية الأمريكية. وفرت أنظمة انظمة بحث ديجونيرتي وتقنيات ميرج واجهات بوابة الأسلوب من طرق التصوير التابعة لطرف ثالث إلى شبكة سيمنز.
كما قامت إدارة المحاربين القدامى والبحرية بشراء أنظمة من هذا العقد.
في عام 1993 تم إصدار النسخة الثالثة من المعيار.  ثم تم تغيير اسمها إلى «التصوير الرقمي والاتصالات في الطب»، اختصار DICOM. تم تحديد فئات الخدمة الجديدة، وإضافة دعم الشبكة، وتم تقديم بيان التوافق. في البداية تمت الإشارة إلى معيار DICOM باسم "DICOM 3.0" لتمييزه عن سابقاته.
تم تحديث DICOM باستمرار وتوسيعها منذ عام 1993م، بقصد أن تكون التغييرات متوافقة مع الإصدارات السابقة، باستثناء الحالات النادرة التي كانت فيها المواصفات السابقة غير صحيحة أو غامضة. رسمياً، لا يوجد «إصدار» من المعيار باستثناء المعيار الحالي، وبالتالي لم يعد رقم الإصدار "3.0" مستخدمًا. لا توجد إصدارات «ثانوية» للمعيار (على سبيل المثال، لا يوجد شيء مثل "DICOM 3.1") ولا توجد خطط حالية لتطوير نسخة جديدة غير متوافقة من المعيار (أي لا يوجد "DICOM 4.0").  يجب الرجوع إلى المعيار دون تحديد تاريخ إصدار طبعة منشورة معينة، إلا عندما يتم استدعاء متطلبات مطابقة محددة تعتمد على ميزة متقاعدة لم تعد موثقة في المعيار الحالي.
في حين أن معيار DICOM حقق مستوى شبه عالمي من القبول بين بائعي معدات التصوير الطبي ومؤسسات تكنولوجيا معلومات الرعاية الصحية، فإن المعيار له حدوده. DICOM هو معيار موجه لمعالجة مشكلات التشغيل البيني التقني في التصوير الطبي. إنه ليس إطارًا أو بنية لتحقيق سير عمل سريري مفيد.  تحدد مبادرة (IHE) الموضوعة فوق DICOM (و HL-7) ملفات تعريف لتحديد ميزات من هذه المعايير لتنفيذ المعاملات لحالات استخدام إمكانية التشغيل المتداخل للتصوير الطبي.
على الرغم من أنه دائمًا ما يكون متوافقًا مع الإنترنت ويستند إلى النقل عبر TCP، إلا أنه بمرور الوقت كانت هناك حاجة متزايدة لدعم منفذ 80 HTTP لنقل البيانات لتسهيل الاستخدام داخل متصفح الويب.  في الآونة الأخيرة، تم تعريف عائلة من خدمات الويب DICOM RESTful للسماح بالوصول السهل للجهاز المحمول إلى كائنات وخدمات DICOM، والتي تشمل WADO-RS وSTOW-RS وQIDO-RS، والتي تشكل معًا مبادرة DICOMweb.

### الانحرافات
هناك بعض المشتقات من معيار DICOM في مجالات التطبيق الأخرى، وتشمل هذه DICONDE (التصوير الرقمي والاتصالات في التقييم غير المدمر) التي تم تأسيسها في عام 2004 كطريقة لمصنعي ومستخدمي الاختبارات غير المدمرة لمشاركة بيانات الصور  وDICOS (التصوير الرقمي والاتصالات في الأمن) التي تم تأسيسها في عام 2009 من أجل  يمكن استخدامها لمشاركة الصور في أمن المطارات.

## تنسيق البيانات
تقوم DICOM بتجميع المعلومات في مجموعات البيانات. على سبيل المثال، قد يحتوي ملف صورة الصدر بالأشعة السينية على معرف المريض داخل الملف، بحيث لا يمكن فصل الصورة عن هذه المعلومات عن طريق الخطأ.  هذا مشابه للطريقة التي يمكن أن تحتوي بها تنسيقات الصور مثل JPEG أيضًا على علامات مضمنة للتعرف على الصورة ووصفها بطريقة أخرى.
يتكون كائن بيانات DICOM من عدد من السمات، بما في ذلك عناصر مثل الاسم والمعرف وما إلى ذلك، وكذلك سمة خاصة واحدة تحتوي على بيانات بكسل الصورة (أي منطقياً، لا يحتوي الكائن الرئيسي على «رأس» في حد ذاته، كونه مجرد  قائمة السمات، بما في ذلك بيانات البكسل). يمكن أن يحتوي كائن DICOM واحد على سمة واحدة فقط تحتوي على بيانات البكسل.  بالنسبة للعديد من الطرائق، يتوافق هذا مع صورة واحدة. ومع ذلك، قد تحتوي السمة على «إطارات» متعددة، مما يسمح بتخزين حلقات سينمائية أو بيانات أخرى متعددة الإطارات. مثال آخر هو بيانات NM ، حيث تكون صورة NM ، بحكم تعريفها، صورة متعددة الأبعاد ومتعددة الإطارات. في هذه الحالات، يمكن تغليف البيانات ثلاثية أو ثلاثية الأبعاد في كائن DICOM واحد.  يمكن ضغط بيانات البكسل باستخدام مجموعة متنوعة من المعايير، بما في ذلك JPEG ،JPEG بدون فقدان، وترميز بطول التشغيل (RLE). يمكن استخدام ضغط LZW (zip) لمجموعة البيانات بالكامل (ليس فقط بيانات البكسل)، ولكن نادرًا ما يتم تنفيذ ذلك.
تستخدم DICOM ثلاثة مخططات مختلفة لتشفير عنصر البيانات. مع عناصر بيانات تمثيل القيمة الصريحة (VR)، بالنسبة إلى VRs التي ليست OB أو OW أو OF أو SQ أو UT أوالأمم المتحدة، فإن تنسيق كل عنصر بيانات هو: GROUP (2 بايت) ELEMENT (2 بايت) VR (2 بايت) LengthInByte (2 بايت) البيانات (طول متغير).  بالنسبة لعناصر البيانات الواضحة الأخرى أو عناصر البيانات الضمنية، انظر القسم 7.1 من الجزء 5 من معيار DICOM.
يتم استخدام التنسيق الأساسي نفسه لجميع التطبيقات، بما في ذلك استخدام الشبكة والملف، ولكن عند الكتابة إلى ملف، يتم عادةً إضافة «رأس» حقيقي (يحتوي على نسخ من بعض السمات الرئيسية وتفاصيل التطبيق الذي كتبه).

## عرض الصور
لتعزيز عرض صور درجات رمادية متطابقة على شاشات مختلفة وصور مطبوعة مطبوعة من طابعات مختلفة، طورت لجنة DICOM جدول بحث لعرض قيم البكسل المعينة رقميًا. لاستخدام وظيفة العرض القياسي الرمادي (DICOM) (GSDF)، يجب عرض الصور (أو طباعتها) على الأجهزة التي تحتوي على منحنى البحث هذا أو على الأجهزة التي تم معايرتها إلى منحنى.

## تمثيلات القيمة
بالإضافة إلى تمثيل القيمة، لكل سمة أيضًا تعددية قيمة للإشارة إلى عدد عناصر البيانات الموجودة في السمة. بالنسبة إلى تمثيلات قيمة سلسلة الأحرف، إذا كان يتم ترميز أكثر من عنصر بيانات، يتم فصل عناصر البيانات المتتالية بحرف الشرطة المائلة العكسية.

## الخدمات
تتكون DICOM من خدمات، معظمها يتضمن نقل البيانات عبر الشبكة. تنسيق الملف للوسائط غير المتصلة هو إضافة لاحقة للمعيار

### المتجر
تُستخدم خدمة DICOM Store لإرسال الصور أو الكائنات الثابتة الأخرى (التقارير المنظمة، وما إلى ذلك) إلى نظام أرشفة الصور والاتصال (PACS) أو محطة العمل.

### التزام التخزين
تُستخدم خدمة الالتزام بتخزين DICOM للتأكيد على أن الصورة قد تم تخزينها بشكل دائم بواسطة جهاز (إما على أقراص زائدة أو على وسائط نسخ احتياطي، مثل النسخ على قرص مضغوط). يستخدم مستخدم فئة الخدمة (SCU: مشابه للعميل)، أو الطريقة أو محطة العمل، وما إلى ذلك، التأكيد من موفر فئة الخدمة (SCP: مشابه للخادم)، على سبيل المثال، محطة أرشفة للتأكد من أنه  آمنة لحذف الصور محليا.
الاستعلام / الاسترجاع
يمكّن هذا محطة عمل من العثور على قوائم الصور أو غيرها من الأشياء ثم استعادتها من نظام أرشفة الصور والاتصالات.
توفر خدمة قائمة عمل طريقة DICOM قائمة بإجراءات التصوير التي تمت جدولتها للأداء بواسطة جهاز اكتساب صورة (يشار إليها أحيانًا باسم نظام الطريقة).  تتضمن العناصر في قائمة العمل تفاصيل ذات صلة حول موضوع الإجراء (هوية المريض، الاسم، الجنس، والعمر)، نوع الإجراء (نوع المعدات، وصف الإجراء، رمز الإجراء) وأمر الإجراء (الطبيب المُحيل، رقم المُدخل، سبب الامتحان).  يستعلم جهاز الحصول على الصور، مثل ماسح الصور المقطعية المحوسبة، مزود الخدمة، مثل RIS ، للحصول على هذه المعلومات التي يتم تقديمها بعد ذلك إلى مشغل النظام ويستخدمها جهاز التصوير لتعبئة التفاصيل في بيانات تعريف الصورة
قبل استخدام خدمة قائمة عمل طريقة DICOM ، كان مطلوبًا من مشغل الماسح الضوئي إدخال جميع التفاصيل ذات الصلة يدويًا.  الإدخال اليدوي أبطأ ويقدم خطر أسماء المرضى التي بها أخطاء إملائية وأخطاء إدخال البيانات الأخرى.

## طريقة إجراء الخطوات
خدمة مكملة لقائمة عمل الطريقة، وهذا يمكّن الطريقة لإرسال تقرير حول فحص تم إجراؤه يتضمن بيانات حول الصور المكتسبة، ووقت البدء، ووقت الانتهاء، ومدة الدراسة، والجرعة المقدمة، وما إلى ذلك. وهو يساعد في إعطاء قسم الأشعة  مقبض أكثر دقة على استخدام الموارد (محطة اكتساب).  تُعرف هذه الخدمة أيضًا باسم MPPS، وتتيح طريقة للتنسيق بشكل أفضل مع خوادم تخزين الصور عن طريق إعطاء الخادم قائمة بالعناصر لإرسالها قبل أو أثناء إرسال هذه الكائنات بالفعل.
تُستخدم خدمة طباعة DICOM لإرسال الصور إلى طابعة DICOM ، عادةً لطباعة فيلم "X-Ray". هناك معايرة قياسية (محددة في DICOM الجزء 14) للمساعدة في ضمان الاتساق بين أجهزة العرض المختلفة، بما في ذلك النسخة المطبوعة.

## وسائط بدون الشبكة
يتم تحديد تنسيق ملفات الوسائط غير المتصلة بالإنترنت في الجزء 10 من معيار DICOM.  يُشار أحيانًا إلى هذه الملفات باسم «ملفات الجزء 10».
نص غليظ
تقوم DICOM بتقييد أسماء الملفات على وسائط DICOM إلى 8 أحرف (تستخدم بعض الأنظمة خطأ 8.3، ولكن هذا لا يتوافق مع المعيار).  يجب ألا يتم استخراج أي معلومات من هذه الأسماء (PS3.10 القسم 6.2.3.2).  هذا مصدر شائع لمشاكل الوسائط التي تم إنشاؤها من قبل المطورين الذين لم يقرأوا المواصفات بعناية.
هذا مطلب تاريخي للحفاظ على التوافق مع الأنظمة القديمة الموجودة.  كما ينص على وجود دليل وسائط، ملف DICOMDIR ، والذي يوفر معلومات الفهرس والملخص لجميع ملفات DICOM على الوسائط.  توفر معلومات DICOMDIR معلومات أكبر بكثير حول كل ملف من أي اسم ملف، لذلك هناك حاجة أقل لأسماء ملفات ذات معنى.
عادةً ما تحتوي ملفات DICOM على ملحق ملف .dcm إذا لم تكن جزءًا من وسائط DICOM (والتي تتطلب أن تكون بدون امتداد).
يتم تعريف نوع MIME لملفات DICOM بواسطة RFC 3240 على أنه application / dicom.
نوع معرف النوع الموحد لملفات DICOM هو org.nema.dicom.
هناك أيضًا اختبار تبادل وسائط مستمر وعملية "connectathon" لوسائط الأقراص المضغوطة وتشغيل الشبكة التي تنظمها منظمة IHE.
التطبيق الأساسي لمعيار DICOM هو التقاط الصور الطبية وتخزينها وتوزيعها.  يوفر المعيار أيضًا الخدمات المتعلقة بالتصوير مثل إدارة قوائم عمل إجراءات التصوير، وطباعة الصور على الأفلام أو الوسائط الرقمية مثل أقراص DVD ، وحالة إجراء الإبلاغ مثل إكمال عملية الحصول على التصوير، وتأكيد الأرشفة الناجحة للصور، وتشفير مجموعات البيانات، وإزالة معلومات تعريف المريض من مجموعات البيانات، وتنظيم تخطيطات الصور للمراجعة، وحفظ التلاعب بالصور والتعليقات التوضيحية، ومعايرة عرض الصور، وترميز تخطيط كهربية القلب، وترميز نتائج CAD ، وترميز بيانات القياس المنظمة، وتخزين بروتوكولات الاستحواذ.

## نوع من المعدات
ترميز تعريفات كائن معلومات DICOM [16] البيانات التي تنتجها مجموعة واسعة من أنواع أجهزة التصوير، [17] بما في ذلك CT (التصوير المقطعي المحوسب)، التصوير بالرنين المغناطيسي (التصوير بالرنين المغناطيسي)، الموجات فوق الصوتية، الأشعة السينية، التنظير الفلوري، تصوير الأوعية، التصوير الشعاعي للثدي، توليف الثدي، PET (التصوير المقطعي بانبعاث البوزيترون)، SPECT (التصوير المقطعي بانبعاث الفوتون المفرد)، التنظير الداخلي، الفحص المجهري، والتصوير الكامل للشريحة، التصوير المقطعي التماسك البصري.
يتم تنفيذ DICOM أيضًا بواسطة الأجهزة المرتبطة بالصور أو سير عمل التصوير بما في ذلك PACS (أرشفة الصور وأنظمة الاتصال) ومشاهدي الصور ومحطات العرض و CAD (أنظمة الكشف / التشخيص بمساعدة الكمبيوتر) وأنظمة التصور ثلاثي الأبعاد وتطبيقات التحليل السريري وطابعات الصور، ماسحات الأفلام، ناسخات الوسائط (التي تقوم بتصدير ملفات DICOM إلى الأقراص المضغوطة، أقراص DVD، إلخ)، مستوردي الوسائط (التي تستورد ملفات DICOM من الأقراص المضغوطة، أقراص DVD ، USB ، إلخ)، RIS (أنظمة معلومات الأشعة)، VNA (بائع محايد  المحفوظات)، ونظم السجلات الطبية الإلكترونية، ونظم الإبلاغ عن الأشعة
العديد من مجالات الطب لديها مجموعة عمل مخصصة داخل DICOM ، [18] و DICOM قابلة للتطبيق على أي مجال من مجالات الطب التي ينتشر فيها التصوير، بما في ذلك: الأشعة، أمراض القلب، الأورام، الطب النووي، العلاج الإشعاعي، علم الأعصاب، جراحة العظام، التوليد، أمراض النساء، طب العيون، طب الأسنان، جراحة الوجه والفكين ، الأمراض الجلدية، علم الأمراض، التجارب السريرية ، الطب البيطري، والتصوير الطبي / الطبي

## السلبيات
وفقًا لورقة قدمت في ندوة دولية في عام 2008م، فإن معيار DICOM يعاني من مشاكل تتعلق بإدخال البيانات. "العيب الرئيسي لمعيار DICOM هو إمكانية إدخال عدد كبير جدًا من الحقول الاختيارية. يظهر هذا العيب في الغالب في تناقض في ملء جميع الحقول بالبيانات. غالبًا ما تكون بعض كائنات الصورة غير مكتملة لأن بعض الحقول تُركت فارغة وبعضها الآخر مليئة ببيانات غير صحيحة.